# ミシガンシティ駅
ミシガンシティ駅（英語：Michigan City station）は、インディアナ州ミシガンシティ ワシントン・ストリート100にあったアムトラックの駅。2022年に廃駅となった。

## 概要
当駅は、プラットホームと旧ミシガン・セントラル鉄道の駅舎に隣接する待合室で構成されている。

## 利用可能な鉄道路線／列車
アムトラックの停車する列車は下記の通り。
シカゴとポンティアック間の昼行中距離列車ウォルバリン号… 1日1.5往復停車